# De Oude Molen
Koordinaten: 12° 33′ 48,9″ N, 70° 2′ 48,5″ W
De Oude Molen (auch: De Olde Molen; deutsch: Die Alte Mühle) ist die einzige Windmühle auf der Insel Aruba. Dieses Wahrzeichen Arubas befindet sich im Ortsteil Palm Beach in Noord.

## Geschichte
Diese typische Holländerwindmühle wurde 1804 in Friesland (Niederlande) gebaut. Die Windmühle wurde von einem privaten Kaufmann gekauft, zerlegt und nach Aruba verschifft. Sobald die Teile angekommen waren, wurde die Mühle wieder originalgetreu zusammengesetzt. Dieses Projekt wurde offiziell von der Inselverwaltung als die erste privat finanzierte Tourismus-Initiative auf der Insel anerkannt. Im März 1962 wurde  im unteren Teil der Mühle ein  Restaurant eröffnet. 
In den 1970er Jahren wurde die Old Dutch Windmill von der Aruba Tourism Authority (ATA) in einer Werbekampagne One Happy Island als Titelmotiv abgebildet. Die Mühle wurde dadurch zum Wahrzeichen der Insel.